# Чабаненко, Михаил Анатольевич
Михаи́л Анато́льевич Чабане́нко (укр. Михайло Анатолійович Чабаненко; 21 января 1991, Ярошовка — 16 августа 2022, Мазановка) — украинский военнослужащий, старший сержант, участник российско-украинской войны. Герой Украины (8 июля 2023, посмертно).

## Биография
Михаил Чабаненко родился 21 января 1991 года в Звенигородщине. Более семи лет нес военную службу в составе механизированного взвода 30-й отдельной механизированной бригады имени князя Константина Острожского. Погиб 16 августа 2022 года во время боя в Донецкой области в результате артобстрела. Чин прощания с погибшим прошел 22 августа 2022 года в Ярошовке Мокрокалигорской общины Звенигородского района Черкасской области.

## Награды
- Звание «Герой Украины» с удостоением ордена «Золотая Звезда» (8 июля 2023, посмертно) — за личное мужество и героизм, проявленные в защите государственного суверенитета и территориальной целостности Украины, верность военной присяге[5].

## Память
11 июня 2024 года Черкасский городской совет переименовал улицу № 12 в улицу Михаила Чабаненко.